# Kanton Cossé-le-Vivien
Cossé-le-Vivien is een kanton van het Franse departement Mayenne. Het kanton maakt deel uit van het arrondissement Château-Gontier.

## Gemeenten
Het kanton Cossé-le-Vivien omvatte tot 2014 de volgende 11 gemeenten:
- La Chapelle-Craonnaise
- Cosmes
- Cossé-le-Vivien (hoofdplaats)
- Cuillé
- Gastines
- Laubrières
- Méral
- Peuton
- Quelaines-Saint-Gault
- Saint-Poix
- Simplé

Bij de herindeling van de kantons door het decreet van 21 februari 2014, met uitwerking op 22 maart 2015, werd de gemeente Peuton overdragen aan het kanton Château-Gontier, en werden de volgende 19 gemeenten aan het kanton toegevoegd:
- Astillé
- Athée
- Ballots
- La Boissière
- Brains-sur-les-Marches
- Congrier
- Courbeveille
- Fontaine-Couverte
- Livré-la-Touche
- Renazé
- La Roë
- La Rouaudière
- Saint-Aignan-sur-Roë
- Saint-Erblon
- Saint-Martin-du-Limet
- Saint-Michel-de-la-Roë
- Saint-Saturnin-du-Limet
- La Selle-Craonnaise
- Senonnes